# A-タウン・ダウン・アンダー
 A-タウン・ダウン・アンダー (A-Town Down Under) は、オースティン・セオリーとグレイソン・ウォーラーによるプロレスタッグチームである。レッスルマニアXLまでは、ローガン・ポールも加勢していた。

## 来歴

### 結成
2023年9月22日のスマックダウンにて、ザ・ブローリング・ブルータスを破って、タッグを結成。 10月13日のスマックダウンでは、コーディ・ローデスとジェイ・ウーソの保持するWWE・ロウ・タッグチーム王座&WWE・スマックダウン・タッグチーム王座のオープンチャレンジ戦に参加するが、敗れた。11月10日のスマックダウンでは、ケビン・オーエンズを襲撃し、出場停止処分を受ける。12月15日のスマックダウンでは、ウォーラーはカーメロ・ヘイズとセオリーはオーエンズとUS王座No.1コンテンダ―トーナメントの予選で対戦したが両者予選で敗北した。 2024年1月12日のスマックダウンでは、セオリーがヘイズと対戦した。しかし試合中、両社トップロープからの頭から落下したことにより、試合はノーコンテストになる。 WWEは、けがの程度は打撲だったと発表した。1月26日のスマックダウンでは、セオリーがヘイズとの再戦で勝利。また、 1月27日のWWEのPPVである『ロイヤルランブル』では、ローガン・ポール対ケビン・オーエンズの試合に介入し、メリケンサックを用いてローガンの勝利を援護した。また、男子ロイヤルランブル戦にも出場したが、ロイヤルランブル優勝者のコーディ・ローデスとヘイズによって両者敗北した。

### 王座獲得
2月24日、WWEのPPVの『エリミネーション・チェンバー・パース』では、グレイソン・ウォーラー・エフェクトを開催し、コーディ・ローデスとセス・フリーキン・ロリンズをゲストに招いた。レッスルマニアでの6パックラダ―戦への出場権を賭けた予選では、ルーク・ギャローズ & カール・アンダーソンを破った。そして、決勝ではストリート・プロフィッツを破って挑戦権を獲得した。レッスルマニアXL第1夜では、セオリーとウォーラーがWWE・スマックダウン・タッグチーム王座を獲得。ウォーラーはWWEキャリアでは初の王座完封であった。4月19日のスマックダウンには、新王者として出席し、WWE最高責任者である、トリプルHから新たなWWEタッグチーム王座というベルトが披露され、セオリーとウォーラーが初代王者となった。5月4日のスマックダウンでは、ストリート・プロフィッツとの王座防御線を行った。

## 獲得タイトル
WWE
- WWEタッグチーム王座　 1回